# 北海道釧路明輝高等学校
北海道釧路明輝高等学校（ほっかいどうくしろめいきこうとうがっこう、Hokkaido Kushiro Meiki High School）は、北海道釧路市にある公立（道立）の高等学校。釧路市内にあった3つの公立高校を統合して設立された。

## 沿革
- 2004年（平成16年）
  - 10月19日 - 北海道立高等学校学則の一部を改正する教育委員会規則（北海道教育委員会規則第17号）が成立、北海道釧路北高等学校・北海道釧路西高等学校（以上道立）および北海道釧路星園高等学校（市立）を統合することとなる
  - 11月 - 北海道教育委員会の決定を受け、釧路地区3校統合推進委員会を設立
- 2007年（平成19年）4月 - 北海道釧路北高等学校の所在地にて北海道釧路明輝高等学校として開校）[1]（総合学科5学級）
- 2025年（令和7年）6月 - 2028年度に北海道釧路商業高等学校と明輝高校を再編統合して新設校を設置すると発表。再編統合による新設校は総合学科とし、築年数の浅い釧路明輝の校舎を活用。商業系の学びも継承する方向。

### 北海道釧路北高等学校
- 1980年（昭和55年）4月1日 - 学校法人希望学園より釧路第一高等学校の校舎一式を買収して増改築し、開校（普通科）。
- 2004年（平成16年）11月 - 北海道教育委員会の決定により、2007年度の釧路北高校としての募集を停止。
- 2007年（平成19年）3月23日 - 閉校式[2]（閉校時点での在校生は北海道釧路明輝高等学校へ移籍）。

## 設置学科補足
- 普通科は北海道釧路明輝高等学校としては新入学の募集をしておらず、北海道釧路北高等学校の在校生が卒業する2008年（平成20年）度をもって廃止。

## 著名な出身者
- 佐々木詩帆（声優）
- タデクイ（バンド）